# Gare du Pont de Rungis - Aéroport d'Orly
La gare du Pont de Rungis - Aéroport d'Orly est une gare ferroviaire française de la ligne de Choisy-le-Roi à Massy - Verrières, située sur le territoire de la commune de Thiais, dans le département du Val-de-Marne, en région Île-de-France. Elle se trouve également à environ trois kilomètres au nord-est de l'aéroport d'Orly.
C'est une gare de la Société nationale des chemins de fer français (SNCF), desservie par les trains de la ligne C du RER et le réseau Ouigo Train Classique.

## Histoire
En 2021, la navette Go C Paris, qui permettait de rejoindre l'aéroport d'Orly depuis la gare, est supprimée, remplacée par la ligne de bus RATP 183.

## Fréquentation
De 2015 à 2022, selon les estimations de la SNCF, la fréquentation annuelle de la gare s'élève aux nombres indiqués dans le tableau ci-dessous.
| Année     | 2015    | 2016    | 2017    | 2018    | 2019    | 2020    | 2021    | 2022    | 2023    |
| --------- | ------- | ------- | ------- | ------- | ------- | ------- | ------- | ------- | ------- |
| Voyageurs | 831 672 | 800 574 | 770 494 | 724 937 | 684 422 | 253 935 | 453 089 | 565 341 | 601 603 |

## La gare
La gare est desservie par le RER C ; elle est le terminus des trains ROMI. Elle est également desservie par le service Ouigo Train Classique, assurant les liaisons entre Paris-Austerlitz et Rennes ou Nantes.

## Correspondances
La gare est desservie par les lignes 183, 319, 382 et 396 du réseau de bus RATP, par la ligne 482 du réseau de bus de Seine Grand Orly et, la nuit, par les lignes N22 et N31 du réseau de bus Noctilien.

### Station de métro de la ligne 14
Dans le cadre du Grand Paris Express, une station de métro souterraine de la ligne 14 est implantée selon un axe nord-sud, au sud des voies du RER C et au nord de l’avenue du Docteur Marie,.
Elle est implantée sur l’actuel parking Air France. Le volume souterrain de la station est surmonté d’un bâtiment voyageurs d’accès, qui émerge en surface et accueille le hall d’entrée, le bureau de vente, les péages, une consigne à vélo et des services de proximité. Ce bâtiment voyageurs comprend deux accès : un accès Nord, qui permet d’aller vers le RER C, et un accès Est, qui débouche sur un large parvis, pour l'intermodalité avec les bus et les modes doux. Les quais de la ligne 14 sont à environ 26 mètres de profondeur.

## Projet de gare TGV
Le projet de LGV Interconnexion Sud prévoyait la construction d'une gare nouvelle dans le secteur de l'aéroport d'Orly. La gare du Pont de Rungis était l'un des quatre sites envisagés, en surface ou bien en souterrain. Finalement une implantation de la gare au plus près des aérogares est retenue à l'issue du débat public organisée par Réseau ferré de France en 2010-2011.
Pour des raisons financières, la réalisation de la LGV a cependant été repoussée à un horizon lointain au profit de l'aménagement de la ligne existante. En lien avec la desserte imminente du site par la ligne 14 du métro, la construction d'une gare TGV à Pont de Rungis est donc de nouveau envisagée,.
Selon les études préliminaires réalisées, la gare pourrait être fréquentée par 3,6 millions de voyageurs chaque année, dont une majorité du sud-est francilien. Malgré un coût estimé à 435 millions d'euros, la rentabilité socio-économique est très élevée.
Les travaux, consistant en une refonte majeure de la gare, seront réalisés après l'achèvement de l'opération Massy-Valenton Ouest, prévue en 2028,.

## Galerie de photographies

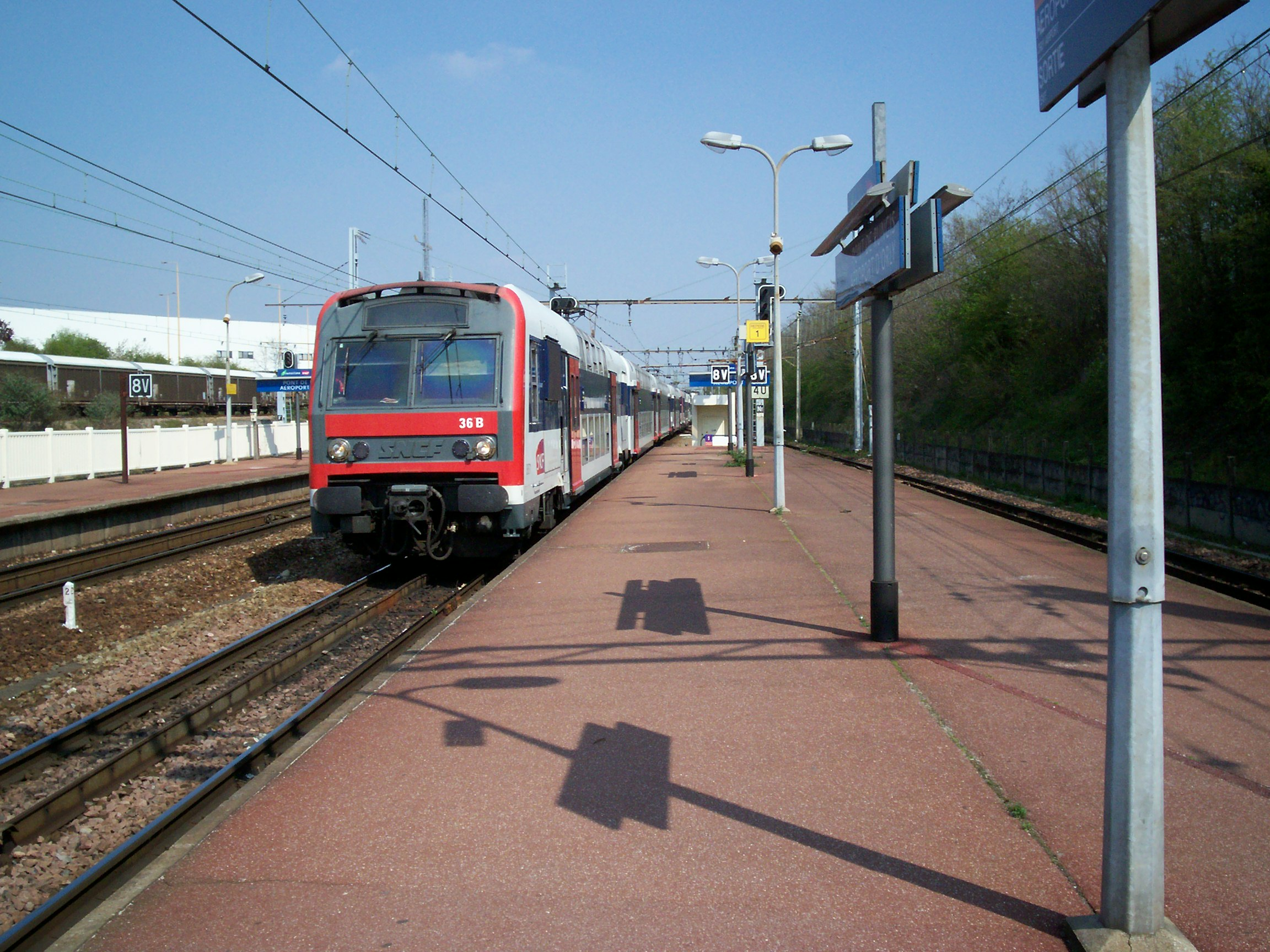
Rame Z 8800 arrivant en gare.
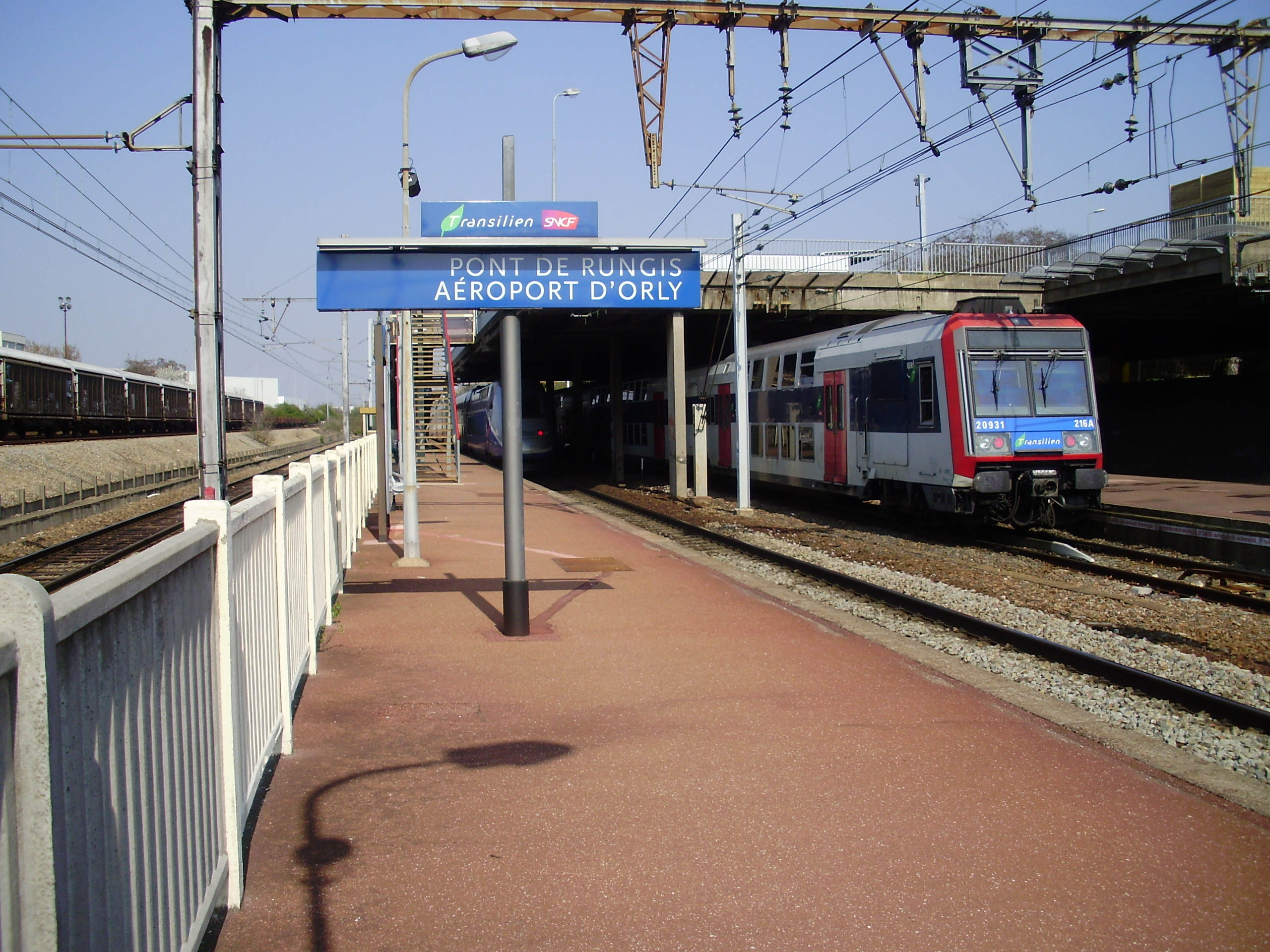
TGV venant de passer au quai 2 et rame Z 20900 en attente de départ vers Montigny - Beauchamp.
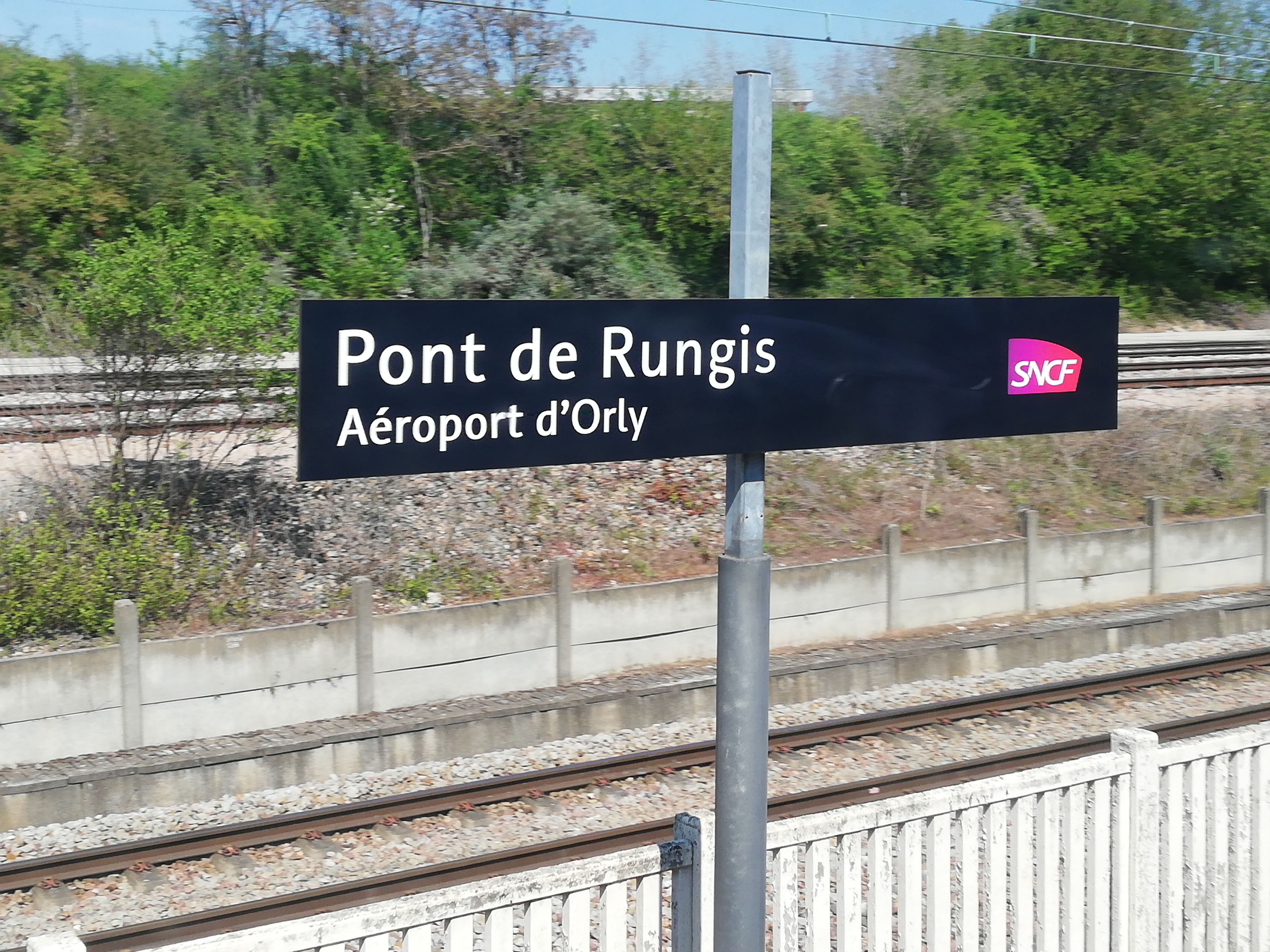
Plaque signalétique indiquant le nom de la gare.
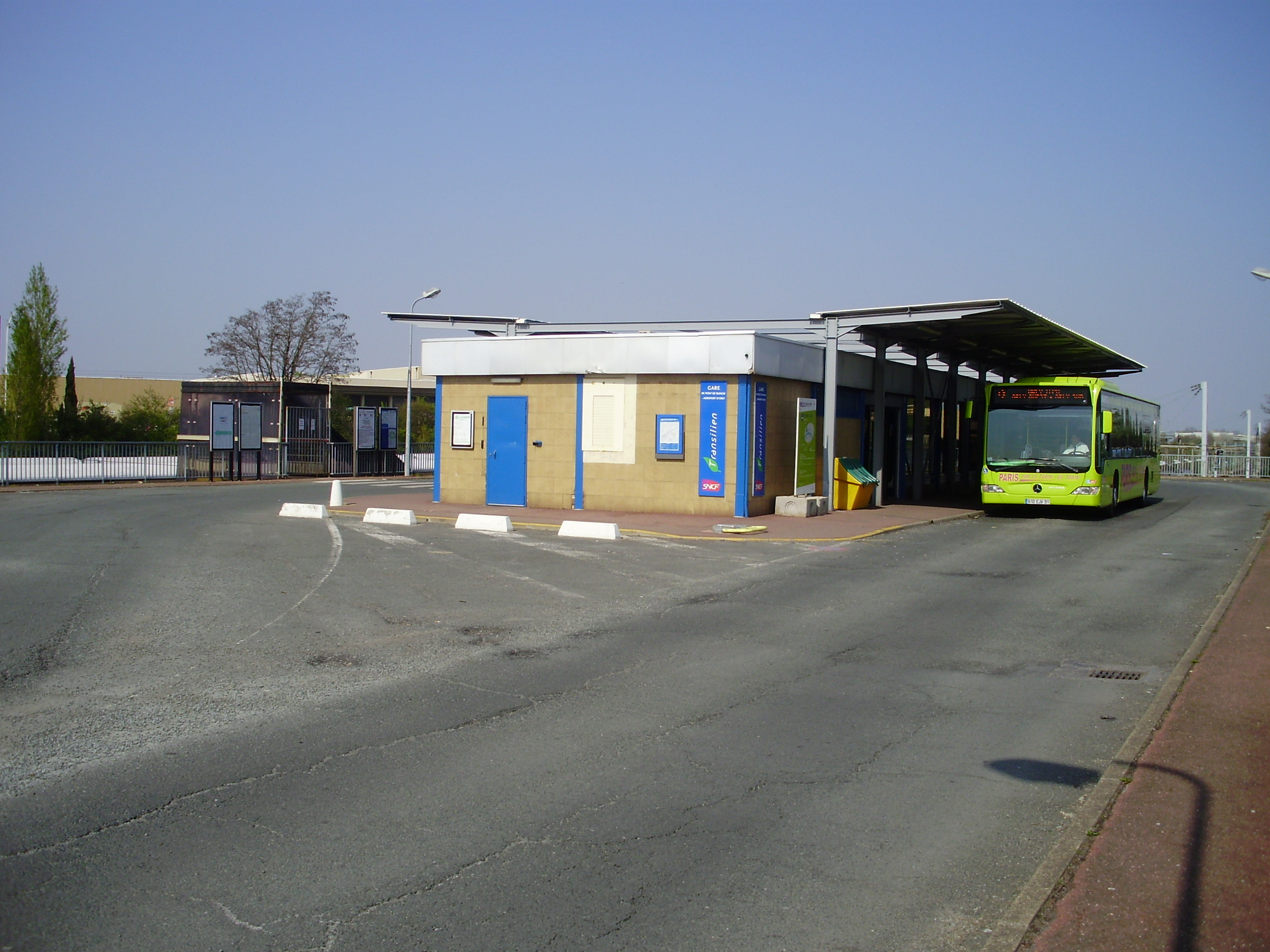
La gare en 2010, avant sa rénovation.